# Coe Finch Austin
Coe Finch Austin (20 de junio de 1831 hasta 18 de marzo de 1880) fue un botánico estadounidense y miembro fundador del Torrey Botanical Society. Era un experto en los musgos y las hepáticas de América del Norte.

## Vida
Austin nació en Finchville, Condado de Orange (Nueva York), el segundo de diez hijos de los agricultores James C. Austin y Elizabeth Cortwright Austin. Asistió a la escuela pública, cuando era joven, pero también trabajó en su granja familiar. Su interés por la vida de las plantas también llegó a una edad temprana y fue un compañero constante de su madre en su jardín de flores.
A principios de la década de 1850, asistió a la Escuela Clásica de Austin Rankin en el Condado de Sussex (Nueva Jersey), donde se dedicó al estudio de la botánica, gracias a la influencia de la señora Rankin, quien era una botánica señalada en ese momento. Durante este período se desarrolló una pasión particular por musgos y líquenes. Austin pasaría a desarrollar habilidades de renombre internacional para nombrar e identificar los briófitos.
Cuando era joven, Austin trabajó como maestro de escuela en Tappan (Nueva York), donde conoció y se casó con Hannah Campbell, hija de un agricultor de Nueva Jersey. Pero fue a través de su amistad con John Torrey quien le se aseguró un puesto como comisario del herbario de la Universidad de Columbia en 1859. En 1870, publicó su obra más conocida, Musci appalachiani , que se ocupaba de los musgos del Este de los Estados Unidos.
Murió en Closter (Nueva Jersey), donde había vivido la mayor parte de su vida adulta. Le sobrevivieron su esposa, un hijo, cinco hijas, y sus padres.

## Legado
El género Austinia fue nombrado en su honor.
- La abreviatura «Austin» se emplea para indicar a Coe Finch Austin como autoridad en la descripción y clasificación científica de los vegetales.[3]